# پادشاهی پاتانی
پادشاهی پاتانی (انگلیسی: Pattani Kingdom) یک پادشاهی در قسمت‌هایی از تایلند در استان پاتانی، استان یالا، استان ناراتیوات و بیشتر نواحی مالزی کنونی بود.